# Jaime King

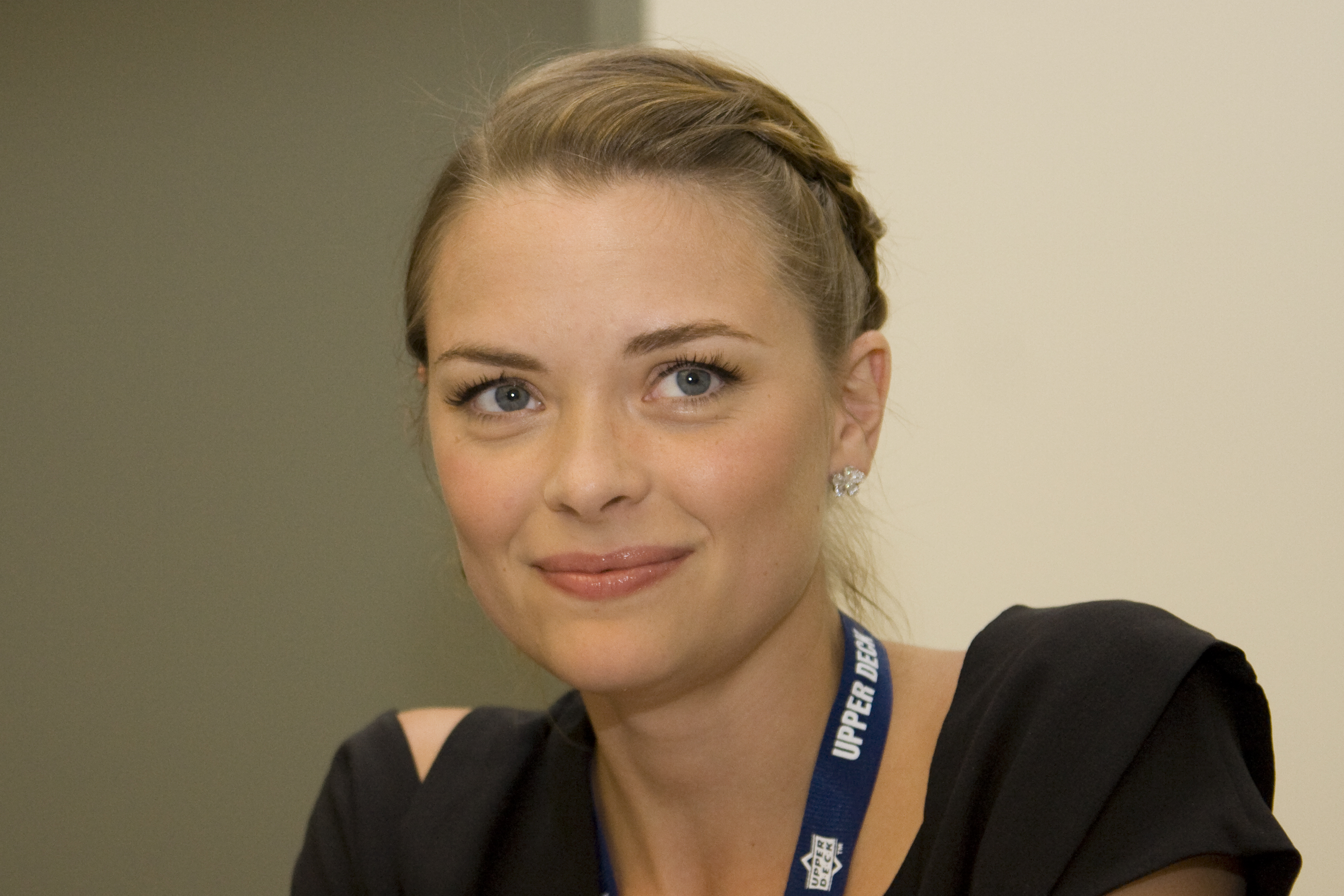
King 2008

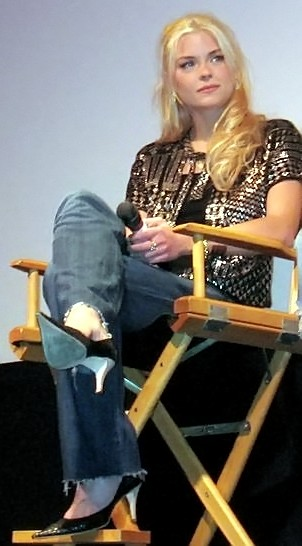
King 2005

Jaime King, oft auch Jamie King, (* 23. April 1979 in Omaha, Nebraska) ist eine US-amerikanische Schauspielerin und Fotomodell. Besonders während ihrer Modelkarriere war sie auch als James King bekannt, da ihre Modelagentur bereits eine Jaime als Klientin hatte.

## Leben
King begann ihre Karriere als Model, gehörte mit 16 Jahren zu den Topmodels und wurde heroinabhängig. Nach dem Drogentod ihres Freundes unterzog sie sich einer Entziehungskur und gilt seit 1997 als clean.
Ihr Filmdebüt gab sie 2001 in dem Independent-Film Happy Campers. Es folgten Rollen in den großen Filmproduktionen Pearl Harbor und Bulletproof Monk. Der endgültige Durchbruch gelang King 2005 mit ihrer Doppelrolle in der Comic-Verfilmung Sin City.
Im Film The Pardon von 2010 spielt sie die historische Person Toni Jo Henry. Im April 2012 bekam sie die Rolle der Aubrey Bradimore in Silent Night, dem Remake des Kulthorrorfilmes Stille Nacht – Horror Nacht. Im Juli 2012 erschien das Musikvideo Summertime Sadness von Lana Del Rey, in dem King – unter der Regie ihres Ehemanns Kyle Newman – an der Seite der Sängerin mitspielte. Eine Hauptrolle hatte sie von 2011 bis 2015 in der Serie Hart of Dixie neben Rachel Bilson.
King ist seit 2007 mit Kyle Newman verheiratet, welchen sie beim Dreh zum Film Fanboys kennengelernt hatte. Anfang Mai 2013 wurde die erste Schwangerschaft von King bekannt. Am 7. September 2013 brachte sie einen Sohn zur Welt. Am 16. Juli 2015 brachte King erneut einen Jungen zur Welt. Im Mai 2020 reichte sie die Scheidung ein.

## Filmografie (Auswahl)
- 2001: Happy Campers
- 2001: Blow
- 2001: Pearl Harbor
- 2002: Slackers

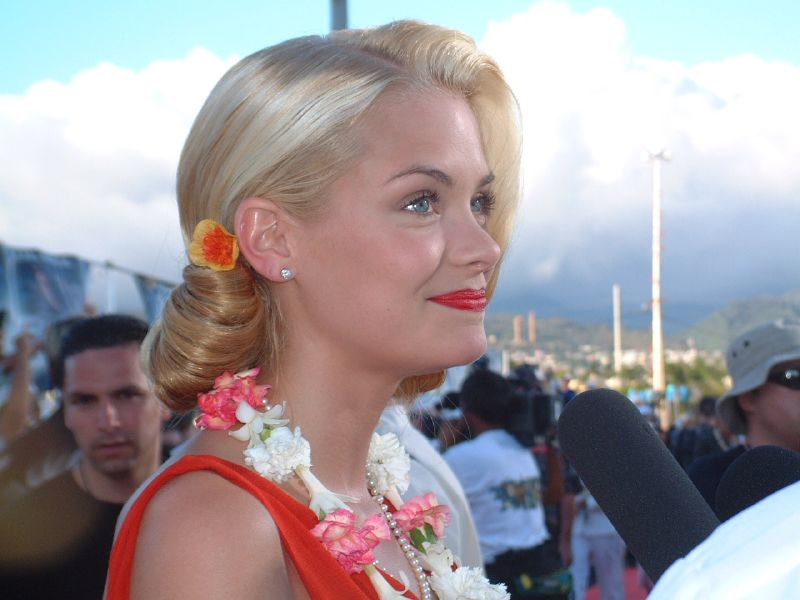
King auf Hawaii (2001)

- 2002: Cowboys und Idioten (Lone Star State of Mind)
- 2002: Four Faces of God
- 2003: Bulletproof Monk – Der kugelsichere Mönch (Bulletproof Monk)
- 2004: Harry Green and Eugene (Fernsehserie)
- 2004: White Chicks
- 2005: O.C., California (The O.C., Fernsehserie, Folge 2x21)
- 2005: Kitchen Confidential (Fernsehserie, 13 Folgen)
- 2005: High School Confidential (Pretty Persuasion)
- 2005: Sin City
- 2005: The 9th Passenger
- 2005: Das schnelle Geld (Two for the Money)
- 2005: Im Dutzend billiger 2 – Zwei Väter drehen durch (Cheaper by the Dozen 2)
- 2006: Alibi – Ihr kleines schmutziges Geheimnis ist bei uns sicher (The Alibi)
- 2006: Parallel
- 2006: President Evil (The Tripper)
- 2006–2007: The Class (Fernsehserie, 6 Folgen)
- 2007: They Wait
- 2007: Demon Days – Im Bann der Dämonen (They Wait)
- 2008: The Spirit
- 2008–2010: Gary Unmarried (Fernsehserie, 13 Folgen)
- 2009: Fanboys
- 2009: My Bloody Valentine 3D
- 2009: A Fork in the Road
- 2009–2010: Star Wars: The Clone Wars (Fernsehserie, 5 Folgen)
- 2010: Mother’s Day – Mutter ist wieder da (Mother’s Day)
- 2010: Waiting for Forever
- 2011–2015: Hart of Dixie (Fernsehserie, 76 Folgen)
- 2012: Silent Night – Leise rieselt das Blut (Silent Night)
- 2013: The Pardon
- 2014: Sin City 2: A Dame to Kill For (Sin City: A Dame to Kill For)
- 2015: Secret Agency – Barely Lethal (Barely Lethal)
- 2016: Mein Fake Date (The Mistletoe Promise, Fernsehfilm)
- 2017: Bitch
- 2018: Escape Plan 2: Hades
- 2018: Transformers: Power of the Primes (Fernsehserie, 5 Folgen, Stimme)
- 2019–2021: Black Summer (Fernsehserie, 14 Folgen)
- 2019: Escape Plan 3: The Extractors (Escape Plan: The Extractors)
- 2019: Ice Cream in the Cupboard
- 2021: Out of Death
- 2022: Code Name Banshee
- 2023: Hoax – The Kidnapping of Sherri Papini
- 2023: Die Rückkehr der Manson Family (The Resurrection of Charles Manson)
- 2024: Lights Out
- 2024: Love, Danielle